# Vahur Teppan
Vahur Teppan (* 22. Februar 1985 in Tartu) ist ein ehemaliger estnischer Skilangläufer.

## Werdegang
Teppan startete international erstmals im Januar 2005 bei der Winter-Universiade in Seefeld in Tirol. Seine besten Platzierungen dabei waren der 25. Platz im 30-km-Massenstartrennen und der 11. Rang mit der Staffel. Im folgenden Monat lief er in Sundsvall seine ersten Rennen im Scandinavian Cup und belegte dabei den 32. Platz über 10 km klassisch und den 26. Rang im Skiathlon. Sein erstes von insgesamt 17 Rennen im Skilanglauf-Weltcup absolvierte er im Januar 2006 in Otepää, das er auf dem 48. Platz im Sprint beendete. Im Januar 2007 wurde er bei der US Super Tour im Telemark Resort über 15 km klassisch und im Sprint in Houghton jeweils Dritter. Im Januar 2008 holte er in Canmore mit dem 19. Platz im Sprint seine ersten Weltcuppunkte. Dies ist ebenfalls seine beste Einzelplatzierung im Weltcup. In der Saison 2010/11 erreichte er mit fünf Platzierungen in den Punkterängen, darunter jeweils der dritte Platz im Sprint in Jõulumäe und in Keuruu, den 11. Platz in der Gesamtwertung des Scandinavian Cups. Sein letztes Weltcuprennen lief er im Februar 2011 in Drammen, welches er auf dem 24. Platz im Sprint beendete.